# Erklæring om kvindens og medborgerindens rettigheder
Erklæring om kvindens og medborgerindens rettigheder (fransk: Déclaration des droits de la femme et de la citoyenne) er skrevet i 1791 af Marie Gouze under pseudonymet Olympe de Gouges, som en protest mod den nye franske forfatning, som var blevet vedtaget i 1789, men uden blandt andet at give kvinder politiske rettigheder i Frankrig. Erklæringen indledes:
 Mødre, døtre, søstre, Nationens repræsentanter, kræver at blive repræsenteret i nationalforsamlingen. I klar erkendelse af at uvidenhed, glemsel eller foragt for kvindens rettigheder er de eneste grunde til de almene misforhold og styrets forfald, har de besluttet i en højtidelig erklæring at udfolde kvindens naturlige, ukrænkelige og hellige rettigheder, med henblik på at denne erklæring til stadighed må være alle medlemmer af samfundet for øje, uophørligt må erindre dem om deres rettigheder og pligter, sådan at den kvindelige og den mandlige magts handlinger, hvert øjeblik må kunne jævnføres med det der er hvert politisk institutions mål, derved vinde anseelse, og sådan at de krav, som fremføres af medborgerinderne og herefter, baseret på enkle og uomtvistelige grundsætninger, til stadighed må tjene til grundlovens og de gode sæders opretholdelse og alles lykke.

Hun havde ingen succes med sine krav og blev senere henrettet under guillotinen i 1793. Den kvindelige opposition for den franske revolution tav dermed væsentligt og statsborgerskab kom til kun at tilhøre mænd. Kvinders valgret blev først i 1944 indført i Frankrig.